# مانولو كاردونا
مانولو كاردونا أو مانويل خوليان كاردونا مانولو ولد بتاريخ (25 أفريل 1977) في بوبايان٬ كاوكا بكولومبيا وهو ممثل كولومبي.
من أشهر المسلسلات اللاتينية التي شارك فيها مسلسل سحر الغجريات ، العمر الضائع والكارتل ..عصبة الأقوياء.

## حياته الشخصية
في سن السابعة من العمر قامت عائلة كاردونا بتعميد مانولو٬ بعد ذلك قرّر الرحيل والاعتماد على نفسه كممثل٬ وعندما بلغ الثامنة عشرة من عمره قدم إلى كالي في كولومبيا٬ عندما أنهى دراسته٬ درس مانولو المالية والعلاقات الدولية. والدة مانولو تدعى نانسي مانولو وهي عالمة نفسية ومنجمة٬ ووالده يدعى خافيير إنريكي كاردونا كرّس حياتها في المناورات السياسية وهو رئيس بلدية بوبايان. لدى مانولو أخوان، الأكبر سنًا فرانسيسكو وهو وكيل ومهندس٬ والأصغر سنًا خوان خوسيه يدرس إدارة الأفلام بجامعة كاتالونا في برشلونة٬ بإسبانيا وشغفه الأكبر ممارسة رياضة كرة القدم (لعبة كرة القدم).

### وصلات خارجية
- مانولو كاردونا على موقع IMDb (الإنجليزية)
- مانولو كاردونا على موقع ألو سيني (الفرنسية)
- مانولو كاردونا على موقع أول موفي (الإنجليزية)
- مانولو كاردونا على موقع قاعدة بيانات الأفلام السويدية (السويدية)
- مانولو كاردونا على موقع قاعدة بيانات الفيلم (الإنجليزية)
- مانولو كاردونا على موقع كينوبويسك (الروسية)